# Aleksandr Budychenko
Pas d'image ? Cliquez ici

a Compétitions nationales et continentales officielles uniquement.

b Matchs officiels uniquement.
Dernière mise à jour le 2 avril 2021.
Alexandre Boudytchenko (en russe : Александр Будыченко, né le 9 septembre 1997, est un joueur russe de rugby à XV qui évolue au poste de demi d'ouverture et d'arrière. 

## Biographie
Natif de Krasnoïarsk, il débute le rugby au sein du club local, le Ienisseï-STM. Il y signe son premier contrat professionnel en 2016. 
Dès la saison suivante, il découvre l'équipe de Russie, lors de la Coupe des Nations 2017 en Uruguay. Il sera de nouveau convoqué avec la sélection russe pour la Coupe des Nations de Hong Kong 2017 (en), alors qu'il remporte la même année son premier titre de champion de Russie. En 2018, il est de nouveau sélectionné à cinq reprises, inscrivant notamment un essai face à l'Allemagne, mais ne sera pas sélectionné en 2019, manquant ainsi la coupe du monde. 
En club, il remporte de nouveaux titres en Russie, en 2018 et 2019. En 2020, il retrouve la sélection nationale, à l'occasion d'un match face à la Roumanie.

## Palmarès
- Championnat de Russie de rugby à XV 2017, 2018, 2019, 2021
- Coupe de Russie de rugby à XV 2017, 2020
- Coupe des Nations de Hong Kong 2017 (en)
- Bouclier continental de rugby à XV 2016-2017, 2017-2018

## Statistiques

### En sélection
| Année | Compétition                              | Matchs | Points | Essais | Transf. | Drops | Pénal. |
| ----- | ---------------------------------------- | ------ | ------ | ------ | ------- | ----- | ------ |
| 2017  | Coupe des Nations 2017                   | 2      | -      | -      | -       | -     | -      |
| 2017  | Coupe des Nations de Hong Kong 2017 (en) | 2      | -      | -      | -       | -     | -      |
| 2018  | REC 2018                                 | 3      | 5      | 1      | -       | -     | -      |
| 2018  | Test                                     | 2      | -      | -      | -       | -     | -      |
| 2020  | REC 2020                                 | 1      | -      | -      | -       | -     | -      |
| 2021  | REC 2020                                 | 1      | -      | -      | -       | -     | -      |
| 2021  | REC 2021                                 | 2      | -      | -      | -       | -     | -      |
| Total | Total                                    | 13     | 5      | 1      | -       | -     | -      |

| Essai | Adversaire | Lieu                         | Compétition | Date         | Résultat | Score |
| ----- | ---------- | ---------------------------- | ----------- | ------------ | -------- | ----- |
| 1     | Allemagne  | Sportpark Höhenberg, Cologne | REC 2018    | 18 mars 2018 | Victoire | 3-57  |